# Tracyton
Tracyton is een plaats (census-designated place) in de Amerikaanse staat Washington, en valt bestuurlijk gezien onder Kitsap County.

## Demografie
Bij de volkstelling in 2000 werd het aantal inwoners vastgesteld op 3267.

## Geografie
Volgens het United States Census Bureau beslaat de plaats een oppervlakte van
6,2 km², waarvan 3,9 km² land en 2,3 km² water.

## Plaatsen in de nabije omgeving
De onderstaande figuur toont nabijgelegen plaatsen in een straal van 12 km rond Tracyton.